# Chiesa del Santissimo Cuore di Gesù (Moso in Passiria)
La chiesa del Santissimo Cuore di Gesù (in tedesco Herz Jesu Kirche) è la parrocchiale di Corvara (Rabenstein), frazione di Moso in Passiria (Moos in Passeier) in Alto Adige. Appartiene al decanato di Merano-Passiria della diocesi di Bolzano-Bressanone e risale al XIX secolo.

## Descrizione
La chiesa è un monumento sottoposto a tutela col numero 16134 nella provincia autonoma di Bolzano.